# 罗苹 (宋朝)
參數所指定的目標頁面不存在，建議更正成存在頁面或直接建立下列一個頁面（建立前請先搜尋是否有合適的存在頁面可以取代）：
- 罗苹

罗苹（1153年?—1237年?）字华叔，号复斋。南宋吉州庐陵（今江西吉安市）人。
出生於史學世家，罗泌之子。生卒年均不詳。一生好學，不曾入仕。与歐陽守道有往來。他曾為《路史》做注。